# 桂站
桂站（日语：／ Katsura eki */?）位於京都市西京區川島北裏町，是阪急電鐵的車站，京都本線和嵐山線可在此站轉乘，而本站也是嵐山線的始發站。所有列車都會停靠本站。車站編號為HK-81。

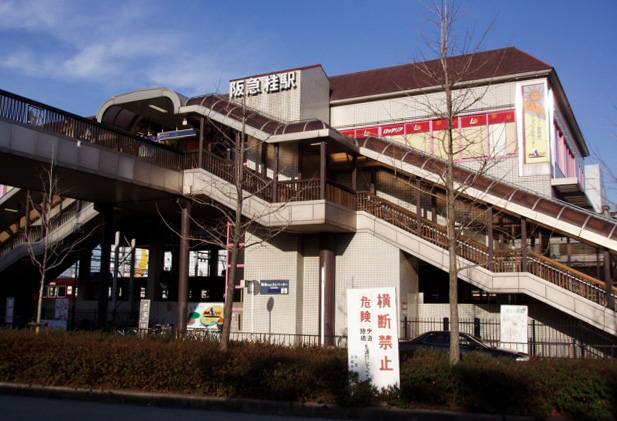
西口（2006年3月）

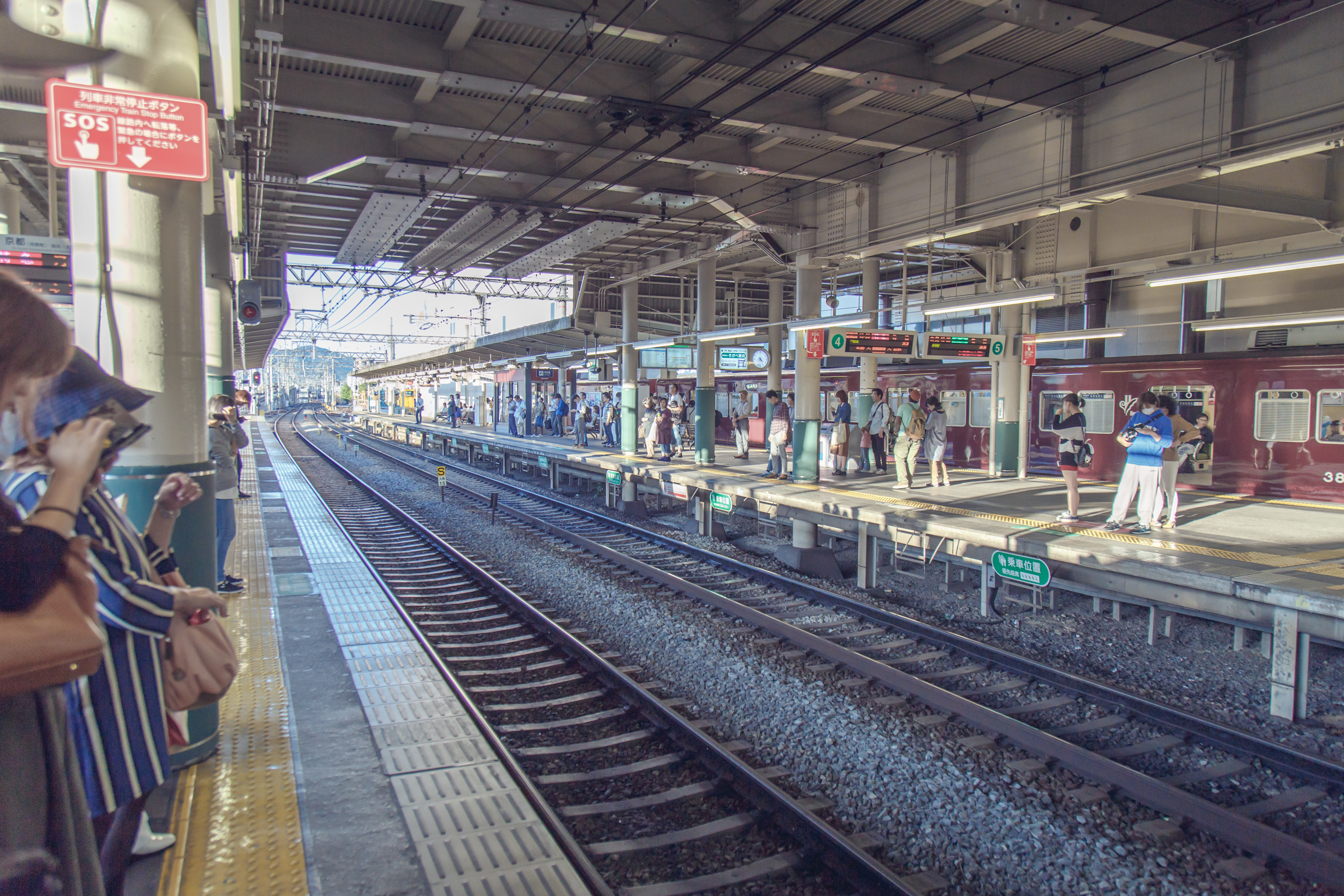
月台（2015年10月）

## 歷史
- 1928年（昭和3年）

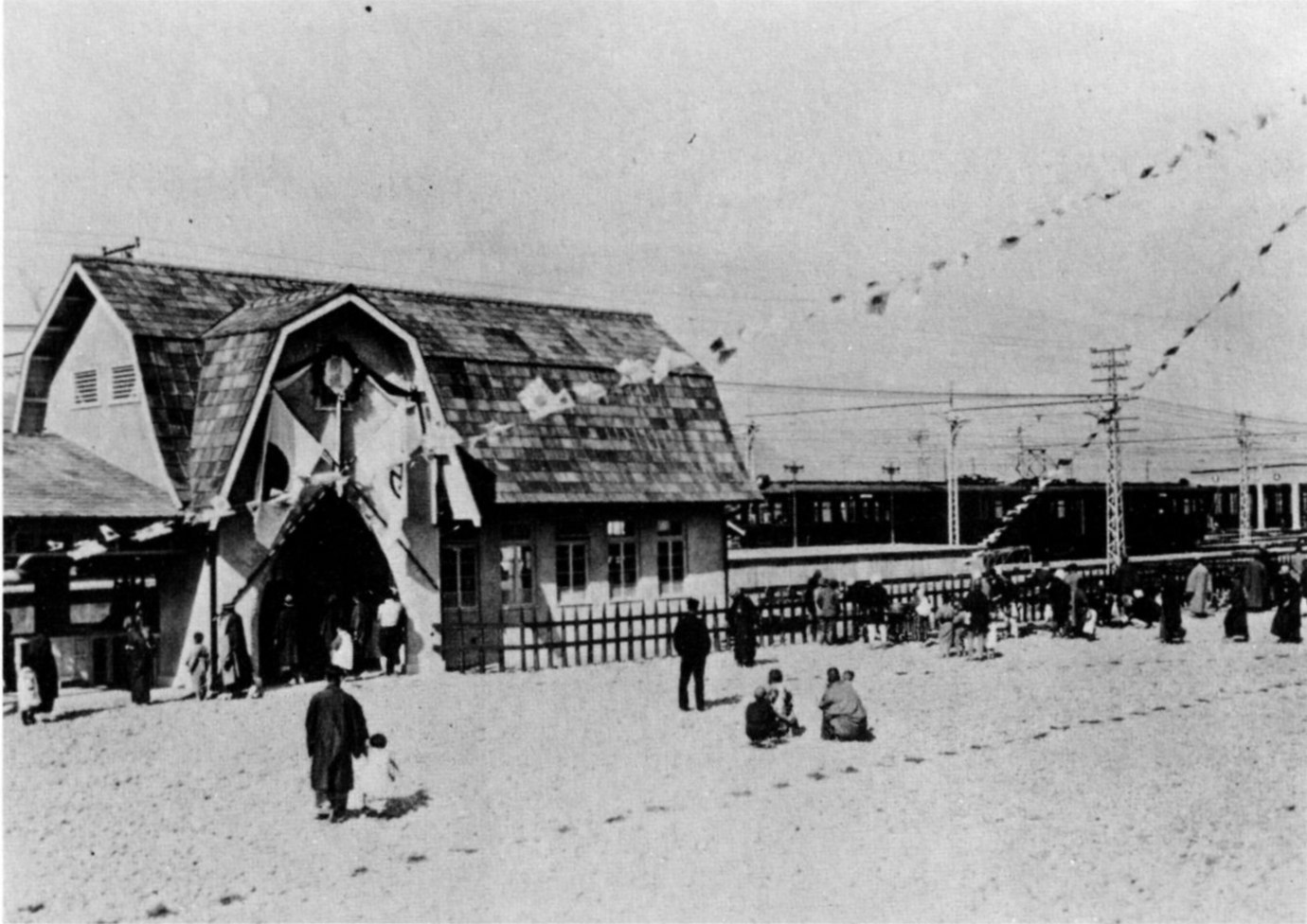
開業當日的桂站(1928年11月1日)

  - 11月1日 - 新京阪鐵道（日语：新京阪鉄道）的高槻町站（現在的高槻市站） - 京都西院站（現在的西院站）間開通，本站同時開業[2]。
  - 11月9日 - 嵐山線開通，本站成為轉乘站[2]。
- 1930年（昭和5年）9月15日 - 由於公司合併，成為京阪電氣鐵道的車站[2]。從天神橋站（現在的天神橋筋六丁目站） - 京都西院站間稱為新京阪線[2]。
- 1943年（昭和18年）10月1日 - 京阪電氣鐵道與阪神急行電鐵合併，成為京阪神急行電鐵的車站[2]。
- 1949年（昭和24年）12月1日 - 新京阪線改稱為京都本線[2]。
- 1973年（昭和48年）4月1日 - 由於社名變更，成為阪急電鐵的車站[2]。
- 1983年（昭和58年）12月 - 下行線路變更配線。
- 1984年（昭和59年）6月 - 上行線路、嵐山線變更配線。
- 1985年（昭和60年）4月28日 - 成為橋上車站。
- 2007年（平成19年）3月17日 - 通勤特急列車開始停靠本站，本站升格為全營業列車停車站。

## 車站構造
本站為島式月台3面6線的地面車站，也有橋上站房。京都本線為2面4線，嵐山線為1面2線，設有月台間連絡專用的地下道。

### 月台配置
| 月台 | 路線     | 方向 | 目的地                              | 備註           |
| ---- | -------- | ---- | ----------------------------------- | -------------- |
| C    | 京都本線 | 上行 | 往 京都河原町                       | 早上的首班列車 |
| C    | 嵐山線   | -    | 往 嵐山                             |                |
| 1    | 嵐山線   | -    | 往 嵐山                             |                |
| 2・3 | 京都本線 | 上行 | 往 京都河原町                       |                |
| 4・5 | 京都本線 | 下行 | 往 高槻市、淡路、大阪梅田、天下茶屋 |                |

備註
- 京都本線的內側2線（3號線與4號線）為主本線，外側2線（2號線與5号線）為待避線。

## 使用狀況
2019年的全年平均上下車人次為45,103人。阪急電鐵全線中排名第15。
近年的1日平均上車、上下車人次如下表。
| 年度               | 1日平均 上下車人次 | 1日平均 上車人次 |
| ------------------ | ------------------ | ---------------- |
| 2007年（平成19年） | 60,463             | 30,434           |
| 2008年（平成20年） | 60,986             | 30,797           |
| 2009年（平成21年） | 57,148             | 27,951           |
| 2010年（平成22年） | 55,567             | 27,293           |
| 2011年（平成23年） | 55,395             | 27,743           |
| 2012年（平成24年） | 55,758             | 28,038           |
| 2013年（平成25年） | 56,556             | 28,389           |
| 2014年（平成26年） | 55,563             | 27,852           |
| 2015年（平成27年） | 56,271             | 28,339           |
| 2016年（平成28年） | 54,942             | 27,606           |
| 2017年（平成29年） | 55,288             | 27,811           |
| 2018年（平成30年） | 54,784             | 27,359           |
| 2019年（令和元年） | 54,467             | 27,213           |

近年的1日平均上下車、上車人次如下表。
- 不含京都本線、嵐山線間的轉乘人次。

| 年次               | 平日限定   | 平日限定 | 全年       | 全年     |
| 年次               | 上下車人次 | 上車人次 | 上下車人次 | 上車人次 |
| ------------------ | ---------- | -------- | ---------- | -------- |
| 2007年（平成19年） | 54,730     | 27,523   | -          | -        |
| 2008年（平成20年） | 54,246     | 27,279   | -          | -        |
| 2009年（平成21年） | 52,015     | 26,126   | -          | -        |
| 2010年（平成22年） | 51,574     | 25,852   | -          | -        |
| 2011年（平成23年） | 51,557     | 25,847   | -          | -        |
| 2012年（平成24年） | 51,410     | 25,755   | -          | -        |
| 2013年（平成25年） | 51,353     | 25,745   | -          | -        |
| 2014年（平成26年） | 51,140     | 25,634   | -          | -        |
| 2015年（平成27年） | 50,691     | 25,430   | -          | -        |
| 2016年（平成28年） | -          | -        | 45,435     | 22,734   |
| 2017年（平成29年） | -          | -        | 45,634     | -        |
| 2018年（平成30年） | -          | -        | 45,028     | -        |
| 2019年（令和元年） | -          | -        | 45,103     | -        |

## 車站周邊
- 桂車庫
- 桂離宮
- 地藏寺
- 西本願寺桂別院
- 吉祥山阿彌陀寺
- 冷聲院
- 三之宮神社
- 京都桂溫泉
- 革嶋春日神社
- 京都桂西口郵局
- 京都桂郵局
- 京都川島郵局
- 京都桂上豆田郵局
- 京都銀行
- 京都信用金庫
- 滋賀銀行
- 京都市立桂小學校
- 京都市立桂東小學校
- 京都市立川岡小學校
- 京都府道139号桂停車場線
- 京都府道142号沓掛西大路五条線
- 桂川街道

## 公車路線
可搭乘京都市營巴士及京阪京都交通，設有公車站「桂站東口」及「桂站西口」。

### 桂站東口

#### 京都市營巴士
| 系統     | 目的地                                   | 主要行經地     |
| -------- | ---------------------------------------- | -------------- |
| 33・特33 | 京都站                                   | 七條通         |
| 33・特33 | 洛西客運總站                             | 三之宮         |
| 69       | 二條站西口                               | 四條大宮       |
| 70       | 太秦天神川站                             | 梅津段町       |
| 70       | JR桂川站前・小畑川公園北口（洛西營業所） | 下津林大般若町 |
| 南1      | 竹田站西口                               | 中久世         |
| 特南1    | 桂高校前                                 | 下桂           |
| 特南1    | 久世工業團地                             | JR桂川站前     |

#### 京阪京都交通
| 月台    | 系統                | 目的地            | 主要行經地           |
| ------- | ------------------- | ----------------- | -------------------- |
| 東口1號 | 2・14・28・28A・28B | 京都站            | 東側町・水族館前     |
| 東口1號 | 15・26・26B         | 京都站            | 桂小橋・水族館前     |
| 東口1號 | 25B                 | JR桂川站前        |                      |
| 東口1號 | 58・62              | 京都先端科學大學  |                      |
| 東口1號 | 77                  | 明治國際醫療大學  |                      |
| 東口2號 | 1・2                | 龜岡站            |                      |
| 東口2號 | 1・2                | 保津川下行乘船場  |                      |
| 東口2號 | 13・14              | 長峰              |                      |
| 東口2號 | 15                  | JR桂川站前        | 牛瀨                 |
| 東口2號 | 25                  | 桂坂中央          | 三之宮街道・國道中山 |
| 東口2號 | 28A                 | 京都成章高校      |                      |
| 東口3號 | 10                  | 洛西客運總站      |                      |
| 東口3號 | 13B                 | 長峰              |                      |
| 東口3號 | 26                  | 桂坂中央          | 中山（舊道）         |
| 東口3號 | 23B・26B            | 桂Innovation Park | 中山（舊道）         |
| 東口3號 | 25A・直行25A        | 京都成章高校      | 三之宮街道・國道中山 |

### 桂站西口

#### 京都市營巴士
| 系統               | 目的地                 | 主要行經地         |
| ------------------ | ---------------------- | ------------------ |
| 西1                | 洛西客運總站           | 東新林町           |
| 西2                | 洛西客運總站           | 西竹之里           |
| 臨西2              | 洛西客運總站           | 南春日町           |
| 西3                | 洛西客運總站           | 福西本通           |
| 特西3              | 洛西客運總站           | 南福西町・東新林町 |
| MN特西3 (深夜巴士) | 洛西客運總站・境谷大橋 | 南福西町・東新林町 |
| 西5                | 桂坂中央               | 西桂坂             |
| 西6                | 桂坂中央               | 京大桂校區         |
| 西8                | 洛西客運總站           | 南福西町・新林中心 |
| 臨時系統           | 桂坂中央               | 國道中山           |

#### 京阪京都交通
| 系統 | 目的地   | 主要行經地                 |
| ---- | -------- | -------------------------- |
| 20   | 桂坂中央 | 三之宮街道・京大桂         |
| 20B  | 桂坂中央 | 三之宮街道・京大桂・西桂坂 |

## 相鄰車站
阪急電鐵
 京都本線
□快速特急A、■快速特急
淡路（HK-63）－桂（HK-81）－烏丸（HK-85）
■特急
長岡天神（HK-77）－桂（HK-81）－烏丸（HK-85）
■通勤特急、■快速急行、■快速
長岡天神（HK-77）－桂（HK-81）－西院（HK-83）
■準急、■普通
洛西口（HK-80）－桂（HK-81）－西京極（HK-82）
 嵐山線（所有列車各站停車）
桂（HK-81）－上桂（HK-96）
- 只在春、秋登山季節運行神戶本線西宮北口站始發、途經京都本線直通嵐山線的「直通特急」也在此站停車。停車站等詳細資料參見京都本線。

## 外部連結
- 桂 - 阪急電鐵